# Iver Tildheim Andersen
Iver Tildheim Andersen (* 29. září 2000) je norský běžec na lyžích. V prosinci 2022 získal své první vítězství ve Světovém poháru, když vyhrál závod na 10 km volnou technikou v norském Lillehammeru. Na MS v klasickém lyžování do 23 let 2021 se umístil na třetím místě v závodě na 15 km volnou technikou. V prosinci 2023 obsadil třetí místo ve Světovém poháru v závodě na 10 km volnou technikou.

## Výsledky ve Světovém poháru
Všechny výsledky vychází z dat Mezinárodní lyžařské federace (FIS).

### Celkové pořadí
| Sezóna  | Věk | Sezónní výsledky | Sezónní výsledky | Sezónní výsledky | Sezónní výsledky |
| Sezóna  | Věk | Celkově          | Distance         | Sprinty          | U23              |
| ------- | --- | ---------------- | ---------------- | ---------------- | ---------------- |
| 2021/22 | 21  | 134.             | 77.              | —                | 24.              |
| 2022/23 | 22  | 36.              | 17.              | —                | 7.               |
| 2023/24 | 23  | 34.              | 20.              | —                | —                |

### Individuální pódiová umístění
- 1 vítězství – (1 – závod Světového poháru)
- 2 pódia – (2 – závod Světového poháru)

| No. | Sezóna  | Datum            | Místo               | Závod              | Úroveň | Výsledek |
| --- | ------- | ---------------- | ------------------- | ------------------ | ------ | -------- |
| 1   | 2022/23 | 2. prosinec 2022 | Lillehammer, Norsko | 10 km Individuál F | WC     | 1.       |
| 2   | 2023/24 | 2. prosinec 2023 | Gällivare, Švédsko  | 10 km Individuál F | WC     | 3.       |